# Velika nagrada Formule 1
Velika nagrada Formule 1 traje cijeli vikend, počinje sa slobodnim treninzima u petak, dva slobodna treninga i kvalifikacije za utrku u subotu i utrka u nedjelju.

## Slobodni treninzi
Slobodni treninzi počinju u petak (osim u Monaku kada su četvrtkom) i održavaju se u dva termina od 11:00 do 12:00 i od 14:00 do 15:00. Na njima se vozači upoznaju sa stazom a momčadi eksperimentiraju s bolidom da bi što bolje podesili bolid za nedjeljnu utrku. Sljedeći slobodni treninzi se održavaju u subotu u vremenu od 9:00 do 9:45 i od 10:15 do 11:00 (u Sjevernoj Americi od 8:00 do 8:45 i od 9:15 do 10:00).

## Kvalifikacije
U subotu u 14:00 počinju kvalifikacije za nedjeljnju utrku. U kvalifikacijama vozači voze tri serije. Prva serija traje 20 minuta i u njoj ispadaju 7 vozača(najčešće su to Hispania,Virgin,Lotus i još jedan vozač. Druga serija traje 15 minuta i u njoj voze vozači koji nisu ispali u prvoj seriji. U drugoj seriji ispada 7 vozača. Treća serija je najkraća i traje 10 minuta u njoj preostalih deset vozača odlučuje o startni pozicijama u utrci. Najčešće ekipe koje se plasiraju u treću seriju su Red Bull,Mclaren,Ferari,Mercedes i još dva vozača, najčešće su to vozači Force Indie i Renaulta. Vozači koji postave vrijeme u završnoj seriji moraju voziti na istim gumama na startu utrke. Oni vozači koji nisu postavili vrijeme u završnoj seriji ili se nisu plasirali u zadnju seriju mogu birati gume na kojima će voziti utrku.
Prije je postojala mogućnost da se neki vozač ili momčad nije kvalificirala za utrku što je bilo određeno pravilom od 107% najboljeg vremena osvojenog u kvalifikacijama. Pravilo je određivano da utrku mogu voziti samo oni vozači i momčadi čije je kvalifikacijsko vrijeme bilo manje od 107% najbrže osvojenom vremena u kvalifikacijama. Pravilo je postojalo zato što je bilo više momčadi i vozača nego danas. Danas je samo 12 momčadi u Formuli 1 i pravilo 107% je ukinuto. FIA je odredila da se maksimalno 26 (od 2010.) bolida mogu natjecati u utrci, a isto tako da na utrci moraju pristupiti najmanje 20 bolida. Svaka momčad koja se natječe u Formuli 1 ima po dva bolida tako da su pravila FIA-e zadovoljena. Ova pravila prestaju važiti na kraju sezone 2007.

## Parc fermé
Nakon kvalifikacija bolidi se odvoze u prostor pod nadzorom FIA-e poznat kao i parc fermé, i ne dopuštaju se nikakve promjene na bolidu dok ne izađe iz prostora pod nadzorom sutra ujutro.
Ako momčad mora promijenit motor na bolidu u vremenu otkad je on u prostoru pod nadzorom i starta utrke bolid će morati startati sa zadnje pozicije u startnom poretku, a ako se vrše neki drugi popravci na bolidu bolid starta iz bokseva. Osim u slučaju promjene mijenjača koja se najčešće dešava u ovom razdoblju, tada FIA najčešće dodjeljuje kaznu pomakom bolida prilikom starta pet mjesta unatrag u odnosu na osvojenu poziciju na kvalifikacijama.

## Utrka
Utrka se održava u nedjelju popodne a započinje s krugom za zagrijavanje nakon čega se vozači u bolidima poredaju na startnu ravninu po mjestima koja su osvojili na kvalifikacijama. Utrka je duga nešto više od 300 kilometara (što ovisi o stazi na kojoj se vozi, na VN Monaka 263), a traje najduže 2 sata. 
Za vrijeme utrke vozači odlaze jedan ili više puta u bokseve na promjenu guma. Do kraja sezone 2009. nadolijevalo se i gorivo, što je 2010. ukinuto te je povećan spremnik goriva.
Na kraju utrke vozači koji su osvojili prvo, drugo i treće mjesto i momčad koja je osvojila prvo mjesto odlaze na podij na dodjeljivanje nagrada. Nakon dodjeljivanja nagrada vozači održavaju konferenciju za novinare.

### Startna procedura
Startna ravnina otvara se 30 minuta prije starta utrke. Vozači moraju biti u bolidu i na svom startnom mjestu najkasnije start –15 minuta, a ako ne, moraju startati iz bokseva. U međuvremenu momčadi mogu raditi manje korekcije na bolidu.
U start -10:00 minuta sa staze moraju otići svi osim momčadskih mehaničara, Upravitelj utrke (eng. race marshal), i vozača. Momčadi žele držati gume što je duže moguće ne montirane na bolid ali moraju ih postaviti na bolid najkasnije do start-3minute. Nadolijevanje goriva mora također biti gotovo do tog vremena.

Motori bolida moraju biti upaljeni u start – 1:00 minuta, a 50 sekundi prije starta svi osim vozača moraju napustiti stazu. Zelena svjetla označavaju start kruga za zagrijavanje za vrijeme kojeg vozači moraju voziti u poretku (nema pretjecanja), osim ako se neki bolid zaustavio iz tehničkih razloga. Za vrijeme kruga za zagrijavanje vozači zagrijavaju svoje gume vozeći lijevo desno i nakon završetka kruga vraćaju se na svoje startne pozicije formirajući startni poredak.
Utrka počinje kada se deset crvenih svjetala koje kontrolira Charlie Whiting počinju paliti, a pale se po dva u isto vrijeme slijeva na desno u intervalima od jedne sekunde, kad se sva upale, u sljedećem intervalu se ugase. Kad se svjetla ugase utrka počinje.

## Sistem bodovanja
Bodovanje u Formuli 1 kroz povijest
Od 2003 do 2009. bodove su osvajali vozači i momčadi koje su završile utrku po ključu da pobjednik osvaja 10 bodova, drugi 8, treći 6, četvrti 5, peti 4, šesti 3, sedmi 2 i osmi 1 bod. Ako bi se utrka prekinula, a odvoženo je manje od 75% utrke bodovi se prepolovljavaju (pobjednik osvaja 5 bodova, drugi 4, treći 3, četvrti 2,5, peti 2, šesti 1,5, sedmi 1 i osmi 0,5 bodova). Pobjednik u sezoni je onaj vozač ili momčad (konstruktor) koji je osvojio više bodova.
Od 2010. sistem bodovanja se promijenio zbog povećanja broja vozača s 20 na 26.
| Pozicija | Bodovi | Pozicija | Bodovi |
| -------- | ------ | -------- | ------ |
| 1.       | 25     | 6.       | 8      |
| 2.       | 18     | 7.       | 6      |
| 3.       | 15     | 8.       | 4      |
| 4.       | 12     | 9.       | 2      |
| 5.       | 10     | 10.      | 1      |